# Nguyễn Huỳnh Kim Duyên
Nguyễn Huỳnh Kim Duyên (sinh ngày 19 tháng 10 năm 1995) là một Á hậu, người mẫu người Việt Nam. Cô đại diện Việt Nam xuất sắc giành danh hiệu Á hậu 2 Hoa hậu Siêu quốc gia 2022 kèm giải thưởng Supra Chat Interview.
Trước đó, cô từng đạt danh hiệu Á hậu 1 Hoa hậu Hoàn vũ Việt Nam 2019, sau đó đại diện Việt Nam và lọt Top 16 chung cuộc tại Hoa hậu Hoàn vũ 2021 nhờ bình chọn của khán giả.

## Tiểu sử
Kim Duyên sinh ra ở Kiên Giang nhưng cô sống và lớn lên tại Cần Thơ trong một gia đình thuần nông.
Kim Duyên còn là người đồng sáng lập nên quỹ "Lan tỏa yêu thương" và đồng hành thực hiện các dự án "Cùng em đến trường", trao tặng balo, sách, vở cùng những món quả nhỏ để tiếp thêm yêu thương đến với các em thiếu nhi trước khi bước vào năm học mới.

## Sự nghiệp

### Sự nghiệp ban đầu
- Năm 2014: Kim Duyên tham dự cuộc thi Hoa khôi Áo dài Việt Nam đạt được thành tích Top 12 chung cuộc, đăng quang ngôi vị Hoa khôi là Trần Ngọc Lan Khuê, Á khôi 1 là Phạm Hồng Thúy Vân, Á khôi 2 là Nguyễn Thị Lệ Quyên.
- Năm 2016: Đoạt danh hiệu Hoa khôi Sinh viên thanh lịch Đại học Nam Cần Thơ 2016 đồng thời tham dự Hoa hậu Việt Nam và lọt Top 36 thí sinh tham gia vòng chung kết (về sau có 6 thí sinh xin rút khỏi cuộc thi), Đỗ Mỹ Linh đăng quang ngôi vị Hoa hậu, Á hậu 1 là Ngô Thanh Thanh Tú, Á hậu 2 là Huỳnh Thị Thùy Dung.
- Năm 2019: Kim Duyên đã trở thành Á hậu 1 Hoa hậu Hoàn vũ Việt Nam, người đăng quang là Nguyễn Trần Khánh Vân và Á hậu 2 là Phạm Hồng Thúy Vân.[5]

### Hoa hậu Hoàn vũ 2021
Với tư cách là Á hậu 1 Hoa hậu Hoàn vũ Việt Nam 2019, cô được trao vương miện và bổ nhiệm trở thành Miss Universe Vietnam 2021, sau đó đại diện Việt Nam tại đấu trường nhan sắc Hoa hậu Hoàn vũ 2021, được tổ chức vào ngày 12 tháng 12 năm 2021 tại Eilat, Israel và dừng chân ở Top 16, nhờ chiến thẳng giải bình chọn Miss Fans Vote.

### Hoa hậu Siêu quốc gia 2022
Tại sự kiện khởi động cuộc thi Hoa hậu Hoàn vũ Việt Nam 2022, cô tiếp tục được quyền đại diện Việt Nam tại cuộc thi Hoa hậu Siêu quốc gia 2022 được tổ chức vào tháng 7. Kim Duyên có màn thể hiện vô cùng ấn tượng suốt hành trình cuộc thi và cô xuất sắc cán đích ở vị trí Á hậu 2 cùng các giải phụ Supra Chat Interview, Supra Model Asia. Đây cũng là thành tích cao nhất được ghi nhận của đại diện Việt Nam từ trước đến nay ở đấu trường Hoa hậu Siêu quốc gia.

## Thành tích sắc đẹp
- Top 12 Hoa khôi Áo dài Việt Nam 2014
- Đăng quang Hoa khôi Đại học Nam Cần Thơ 2016 (Miss DNC 2016)
- Top 36 thí sinh tham gia vòng chung kết Hoa hậu Việt Nam 2016
- Á hậu 1 Hoa hậu Hoàn vũ Việt Nam 2019
- Top 16 Hoa hậu Hoàn vũ 2021
  - Giải phụ: Miss Fans Vote
- Á hậu 2 Hoa hậu Siêu quốc gia 2022
- Giải phụ:
  - Supra Chat Interview Winner
  - Supra Model Of Asia